# Королівська битва (2012)
Королівська битва (2012) (анґл. Royal Rumble (2012)) - це щорічне pay-per-view-шоу, яке улаштовує федерація реслінґу WWE. Шоу пройшло 29 січня 2012 року на арені «Скотрейд-центр» у місті  Сент-Луїс (штат Міссурі, США). Це шоу - двадцять п'яте щорічне PPV-шоу. Королівську битву вважають одною з «Великої четвірки» PPV-шоу WWE (разом з РестлМанією, SummerSlam'ом та Survivor Series).

## Передмова
Чи не найголовнішою подією Королівської битви 2012 вважався матч СМ Панка проти Дольфа Зіґґлера (за умовами поєдинку він мав захистити титул Чемпіона WWE). 26 грудня 2011 тимчасовий виконувач обов'язків менеджера RAW Джон Лаурінайтіс призначив поєдинок, за умовами якого якщо один з реслерів (Марк Генрі, Джек Сваґґер або Дольф Зіґґлер) переможуть Панка, вони матимуть право битися проти нього за титул вже наступного тижня. Через втручання в поєдинку переміг Дольф Зіґґлер, який і отримав право битися за титул. Наступного тижня Панк програв по дискваліфікації, однак це не є підставою до програшу титулу і він зберіг чемпіонство. Після цього Лаурінайтіс оголосив що Панк захищатиме свій титул проти Зіґґлера в матчі-реванші на арені Королівської Битви. 9 січня 2012 Панк зійшовся проти Джека Сваґґера в черговому поєдинку за умовами якого у разі програшу Джека йому (Сваґґеру) та Віккі Герреро буде заборонено наближатися до рингу під час поєдинку на арені Королівської Битви. Панк переміг в тому поєдинку.